# Autostrada A21 (Portugalia)
Autostrada A21 (port. Autoestrada A21, Autoestrada de Mafra) – autostrada w środkowej Portugalii, w dystrykcie Lizbona.
Autostrada zaczyna się w Venda do Pinheiro węzłem z  i biegnie w okolicach Mafry do nadmorskiej miejscowości Ericeira. Stanowi najkrótsze i najszybsze połączenie stolicy kraju, Lizbony ze znanym kurortem Ericeira. Przejazd autostradą jest płatny, a koszt całego odcinka to wydatek 2,10 €.

## Historia budowy
| Odcinek          | Inauguracja | Długość |
| ---------------- | ----------- | ------- |
| – Malveira       | 08/2008     | 3,2 km  |
| Malveira – Mafra | 05/2008     | 5,3 km  |
| Mafra – Ericeira | 05/2008     | 12,2 km |